# Cook County (Georgia)
Cook County is een county in de Amerikaanse staat Georgia.
De county heeft een landoppervlakte van 593 km² en telt 15.771 inwoners (volkstelling 2000). De hoofdplaats is Adel.